# Gingivectomie
Gingivectomie is het chirurgisch verwijderen (=ectomie) van tandvlees (=gingiva).
Gingivectomie kan worden uitgevoerd met behulp van een mes of een elektrotoom. Dit laatste instrument wordt gebruikt voor de zogenaamde elektro-chirurgie. Het voordeel boven de gebruikelijke gingivectomie is dat de hoge spanning ook direct coagulatie teweegbrengt en aldus is er minder bloeding.
Gingivectomie wordt doorgaans gebruikt om pocketreductie te verkrijgen. Het heeft echter de beperking dat het niet gebruikt kan worden bij infra-bony defecten, hierdoor zijn flap-operaties te verkiezen.
In de vrije vlakken volgt na gingivectomie doorgaans een recessie van gemiddeld 1 mm, in approximale vlakken is dit gemiddeld tot 4 mm.